# Craspedosis candidior
Craspedosis candidior là một loài bướm đêm trong họ Geometridae.